# Valeri Mouratov
Pour les articles homonymes, voir Mouratov.
Valeri Alekseïevitch Mouratov (en russe : Валерий Алексеевич Муратов), né le 1er mai 1946 à Kolomna, est un patineur de vitesse soviétique.

## Carrière
Pendant sa carrière, Valeri Mouratov remporte trois médailles olympiques : le bronze sur 500 mètres en 1972 ainsi que l'argent sur 500 et le bronze sur 1 000 mètres en 1976. Aux championnats du monde de sprint, il est premier en 1970 et 1973, deuxième en 1972 et troisième en 1975. Mouratov bat sept records du monde. Après sa carrière, il devient entraîneur.

## Records personnels
| Distance      | Temps         | Année |
| ------------- | ------------- | ----- |
| 500 mètres    | 37 s 22       | 1975  |
| 1 000 mètres  | 1 min 15 s 81 | 1978  |
| 1 500 mètres  | 1 min 59 s 9  | 1978  |
| 5 000 mètres  | 8 min 22 s 8  | 1969  |
| 10 000 mètres | 17 min 47 s 6 | 1979  |